# Gardiens
Gardiens (titre original : Guardians) est le titre d'une nouvelle de George R. R. Martin, parue pour la première fois le 12 octobre 1981 dans le magazine Analog Science Fiction and Fact.  Elle fait également partie du recueil R.R.étrospective (GRRM: A RRetrospective), publié en septembre 2003, dans lequel la nouvelle apparaît dans sa traduction française avec un nouveau titre : Les Gardiens.
La nouvelle a été traduite et publiée en français le 6 juin 1983 dans l'anthologie Univers 1983 parue aux éditions J'ai lu.

## Prix littéraires
- La nouvelle a remporté le prix Locus de la meilleure nouvelle longue 1982.